# Leo Beerendonk
L.P. (Leo) Beerendonk (Brunssum, 23 februari 1938 – Heerlen, 28 april 2022) was een Nederlands profvoetballer en trainer.
Beerendonk begon zijn carrière in de Tweede Divisie bij Limburgia. Hij werd geselecteerd voor het Nederlands jeugdelftal en voor het Nederlands militair elftal, waarmee hij ook op een wereldkampioenschap speelde. Hierna ging hij bij Rapid JC in de Eredivisie spelen, maar hier werd hij niet opgesteld.
Hij nam ontslag om gedurende 2,5 jaar te gaan voetballen bij Ringwood City SC ook wel Wilhelmina genoemd in Australië. Hier werd Beerendonk topschutter; hij maakte zelfs eens zes goals in één wedstrijdhelft. Na een artikel in de KRO-gids over deze prestatie kwam hij in 1962 terug naar Nederland om bij Vitesse te voetballen, maar hij werd direct een half jaar geschorst door de KNVB vanwege het spelen in een land dat niet bij de FIFA was aangesloten.
In 1964 kwam Beerendonk terecht bij N.E.C., na een ruil met doelman René Dijckmans, waar hij na een goed begin vroeg in het seizoen uit bij De Volewijckers zwaar geblesseerd raakte. Na een trap in het kruis schieten zijn testikels in zijn onderbuik en moet hij een zware operatie ondergaan. Hij was vervolgens lang uit de roulatie en werd na twee seizoenen afgekeurd.
Hierna was hij kort eigenaar van een snackbar in Arnhem, om vervolgens trainer te worden. Na het trainen van een aantal Limburgse amateurclubs kwam hij in 1981 op verzoek van oud-ploeggenoot Pim van de Meent als assistent-trainer terug naar N.E.C. Begin 1983 werd zijn contract verlengd. In oktober 1983, rond de wedstrijden in de Europacup II tegen SK Brann, kwam een al langer sluimerende ruzie met Van de Meent tot uitbarsting en trok Beerendonk zich terug bij het eerste team.
Later werd hij trainer bij zijn eerste club Limburgia. Hij was ook trainer bij RKSNE, Wilhelmina '08, SV Viktoria Goch en SV Venray. Tevens was hij sportjournalist. Hij organiseerde en presenteerde enkele lokale sportevenementen en zette zich sterk in voor het lokale verenigingsleven, waaronder bij voetbalclub NEC '92. Mede daarom werd hij in 2007 benoemd tot Lid in de Orde van Oranje-Nassau.

## Carrièrestatistieken
| Seizoen         | Club            | Land            | Competitie                   | Competitie | Competitie | Beker | Beker | Internationaal | Internationaal | Overig | Overig | Totaal | Totaal |
| Seizoen         | Club            | Land            | Competitie                   | Wed.       | Dlp.       | Wed.  | Dlp.  | Wed.           | Dlp.           | Wed.   | Dlp.   | Wed.   | Dlp.   |
| --------------- | --------------- | --------------- | ---------------------------- | ---------- | ---------- | ----- | ----- | -------------- | -------------- | ------ | ------ | ------ | ------ |
| 1954/55         | Limburgia       | Nederland       | Eerste klasse C (Afgebroken) | –          | 2          | –     | –     | 0              | 0              | 0      | 0      | –      | 2      |
| 1954/55         | Limburgia       | Nederland       | Eerste klasse C              | –          | 1          | –     | –     | 0              | 0              | 0      | 0      | –      | 1      |
| 1955/56         | Limburgia       | Nederland       | Hoofdklasse A                | –          | 0          | –     | –     | 0              | 0              | 0      | 0      | –      | 0      |
| 1956/57         | Limburgia       | Nederland       | Eerste divisie A             | –          | –          | –     | 0     | 0              | 0              | 0      | 0      | –      | –      |
| 1957/58         | Limburgia       | Nederland       | Eerste divisie B             | –          | –          | –     | 0     | 0              | 0              | 0      | 0      | –      | –      |
| 1958/59         | Limburgia       | Nederland       | Eerste divisie A             | –          | –          | –     | –     | 0              | 0              | 0      | 0      | –      | –      |
| 1959/60         | Limburgia       | Nederland       | Eerste divisie B             | –          | –          | –     | –     | 0              | 0              | 0      | 0      | –      | –      |
| 1960/61         | Rapid JC        | Nederland       | Eredivisie                   | –          | –          | –     | 0     | 0              | 0              | 0      | 0      | –      | –      |
| 1961/62         | Wilhelmina      | Australië       | Victorian Premier League     | –          | –          | –     | –     | 0              | 0              | 0      | 0      | –      | –      |
| 1962/63         | Vitesse         | Nederland       | Tweede divisie A             | –          | 7          | –     | 0     | 0              | 0              | 0      | 0      | –      | 7      |
| 1963/64         | Vitesse         | Nederland       | Tweede divisie B             | –          | 6          | –     | 0     | 0              | 0              | 0      | 0      | –      | 6      |
| 1964/65         | N.E.C.          | Nederland       | Eerste divisie               | 3          | 0          | 0     | 0     | 0              | 0              | 0      | 0      | 3      | 0      |
| 1965/66         | N.E.C.          | Nederland       | Eerste divisie               | 1          | 0          | 0     | 0     | 0              | 0              | 0      | 0      | 1      | 0      |
| Carrière totaal | Carrière totaal | Carrière totaal | Carrière totaal              | –          | –          | –     | 0     | 0              | 0              | 0      | 0      | –      | –      |